# Legio III Parthica
A Legio III Parthica (legio tertia parthica, III. parthiai légió) egy római légió volt. Jelvénye a kentaur volt.  

## Története
Az egységet - az I. és II. parthiai légióval együtt - 197-ben alapította Septimius Severus császár a pártus birodalom elleni háborújához. A hadjárat rendkívül sikeresnek bizonyult, még a pártus fővárost, Ktésziphónt is sikerült elfoglalni és kifosztani. Cassius Dio szerint ezután az I és III Parthica a régióban maradt helyőrségként, mert a császár annektálta Mezopotámiát (a mai Észak-Irakot) és provinciává alakította át. A II Parthicát Róma mellé vonták vissza és stratégiai tartalékként szolgált.
Mesopotamia abban tért el a többi provinciától, hogy helytartói nem a szenátori, hanem a lovagi rendből származtak. Ennek megfelelően a légió parancsnoka sem szenátor, hanem lovag volt. 
Az egység állomáshelye Rhesaena erődjében volt a Chaboras (ma Khabur) folyó felső folyásánál. Az erőd régészeti feltárását nem végezték el, mert az a Szíria és Törökország közötti határzónában (majdnem pontosan a határvonalon) fekszik. A légió állomáshelyén az Edessza és Niszibisz közötti utat ellenőrizte és védte a birodalmat a pártusok (majd azok bukása után a Szászánida Birodalom) betörései ellen. Rhesaena jóval beljebb volt ugyan a tényleges határnál, de lehetséges, hogy Septimius Severus azzal a mélységi védelemmel kísérletezett, amelyet végül Gallienus vezetett be 260-ban és Nagy Konstantin fejlesztett tökélyre. 
A III Partica minden bizonnyal részt vett a 3. század római-perzsa összecsapásaiban, mint Caracalla, Macrinus vagy Severus Alexander háborúiban. A szászánidák 230-ban benyomultak a birodalom területére, sőt Emesszában ellencsászárt állítottak, de Severus Alexandernek sikerült helyreállítania a korábbi rendet. 243-ban kiújultak az ellenségeskedések és Rhesaenánál a III. parthiai légió (valószínűleg segítséggel) vereséget mért a perzsa seregre. Talán erre a győzelemre utalnak a "L III PIA" feliratú érmék és egyben bizonyítják, hogy a légió a "Pia" (jámbor, vallásos) melléknevet viselte. A Szidónban talált hasonló érmék arra utalhatnak, hogy a légió veteránjait ebben a városban telepítették le. 
244-ben a rómaiak újabb támadást indítottak, de III. Gordianus császár váratlanul meghalt (elesett vagy meggyilkolták) és utódja, Philippus Arabs I. Sápur szászánida király segítségével jutott a trónra. 256-ban Sápur elfoglalta Satalát (a Legio XV Apollinaris erődjét), két évvel később pedig kifosztotta a Fekete-tenger partján fekvő Trapezust. Amikor Valerianus császár megpróbálta visszaszorítani a perzsákat, legyőzték őt és fogságba esett. 
A 3. század végére, Diocletianus idején (284-305) fordult a kocka és a rómaiak ismét elfoglalták Észak-Mezopotámiát. Ezekben a harcokban feltehetően a III Parthica is részt vett, bár konkrét bizonyíték erre nem áll rendelkezésre. Érdekes módon a franciaországi Orange-ban megtalálták Victorinus gall császár 271-ből származó aranyérméjét "LEG III PARTHICA" felirattal; talán a légió egy alegységét irányították át Galliába. 
Az 5. század elején írt Notitia dignitatum szerint a III. parthiai légió ekkor Apadnában, a Chaboras és az Eufrátesz folyók találkozásánál tartózkodott. Az egységről további információ nem áll rendelkezésre.